# Sant Martí de Barcedana
Sant Martí de Barcedana és un poble de l'antic terme d'Aransís, actualment inclòs en el terme municipal de Gavet de la Conca.
Forma unitat geogràfica amb Sant Miquel de la Vall, molt proper, i Sant Cristòfol de la Vall, a ponent de la mateixa vall, una mica més allunyat. El barranc de les Moles, afluent del de Barcedana és el que articula la vall on es troben els tres pobles, denominada des d'antic Vall de Barcedana.

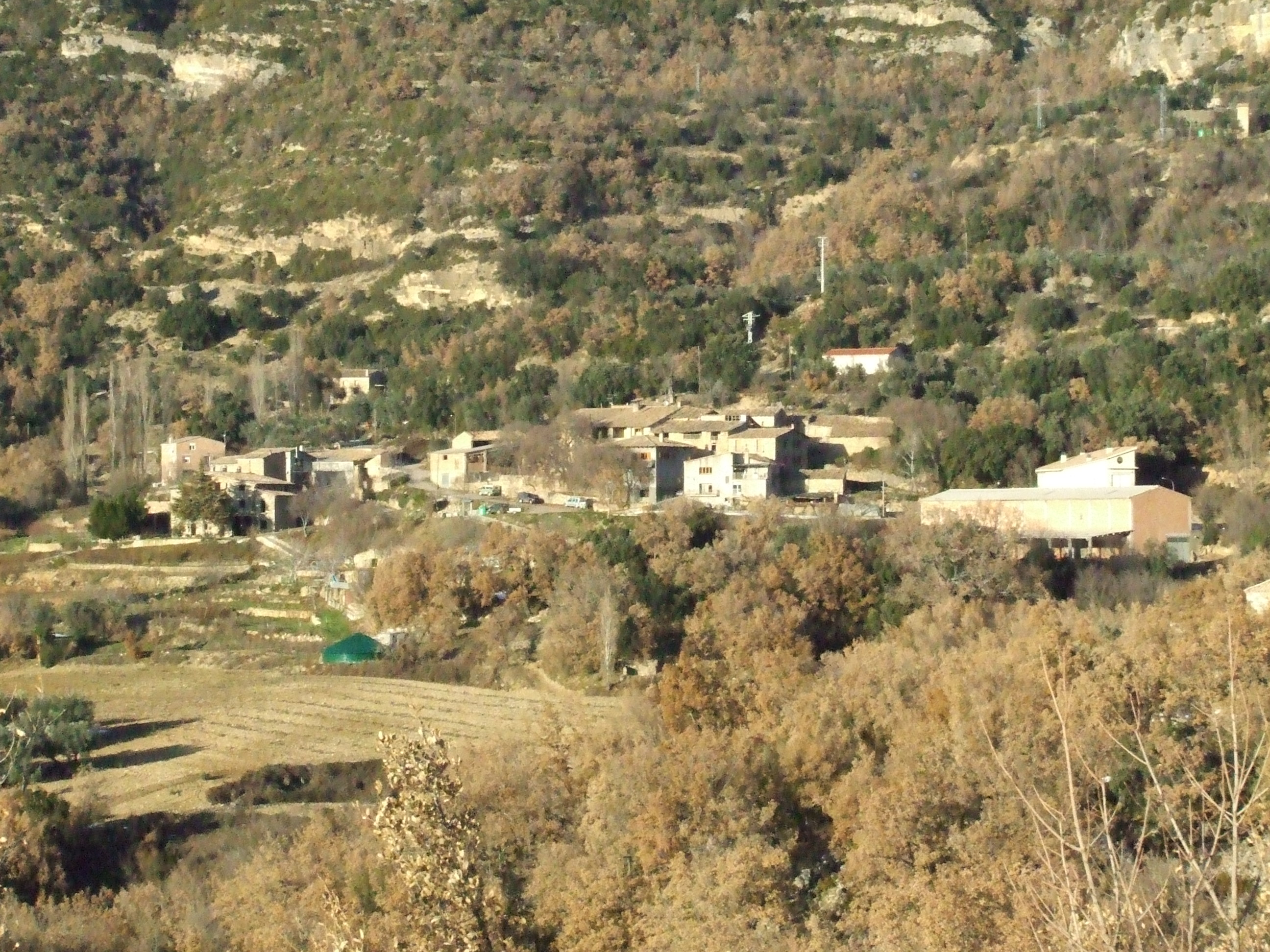
El poble des del sud

En la proposta derivada per l'informe popularment denominat Informe Roca, la Vall de Barcedana integrada pels pobles de Sant Cristòfol de la Vall, Sant Martí de Barcedana i Sant Miquel de la Vall, encara actualment pertanyents a Gavet de la Conca, havia de passar a formar part d'un nou terme municipal, amb el nom de Montsec, integrat també pels termes municipals de Castell de Mur, Llimiana i Sant Esteve de la Sarga. El nou municipi de Montsec, a més, entrava a formar d'una de les quatre agrupacions municipals del Pallars Jussà, integrada per Tremp, Talarn i Montsec.
Els seus orígens, cal cercar-los en el tercer recinte fortificat del complex del castell de Sant Miquel de la Vall: el Castellet, també anomenat Castellet de Llimiana o Castell de Castellet de Llimiana. Al seu redòs sorgí el poble. D'aquest castellet, no en queden restes conegudes, tot i que la casa Roca té elements constructius que fan pensar en aquest castellet desaparegut.
Com Sant Miquel de la Vall i Sant Cristòfol de la Vall, Sant Martí de Barcedana pertangué al monestir de Gerri de la Sal fins al segle xiii, i passà posteriorment a ser possessió de Santa Maria de Meià.
Malgrat estar dedicat a sant Martí, aquest poble no té església; només hi ha una capella particular a la casa Roca, actualment convertida en allotjament rural compartit amb la família que hi viu, dedicada a sant Francesc d'Assís. L'església de Sant Martí de Barcedana està àmpliament documentada des del 930 fins al 1170 en documents de Gerri de la Sal.
Fou parròquia, en aquells anys en què es té constància de la seva existència, i després passà a formar part de la parròquia de Santa Maria de Llimiana. Els habitants de Sant Martí al segle xvii tenen la seva sepultura al cementiri de l'església parroquial de Sant Miquel de la Vall, cosa que ens fa pensar que era d'on depenia Sant Martí Actualment aquesta parròquia és menada pel rector de Palau de Noguera, resident a la rectoria de Tremp. Ara per ara, però, no es conserva ni tan sols la memòria del seu emplaçament exacte.
En el Fogatge del 1553 hi consten 8 focs, és a dir, una quarantena d'habitants.
En el Diccionario geográfico... de Pascual Madoz, Sant Martí de Barcedana està indexat com a Barudana o Barcedana (San Martín de), per la qual cosa pot costar de trobar, a dins d'aquesta obra. Madoz descriu el poble com una localitat amb ajuntament situada en un pla entre la muntanya del Montsec i el penyal que ocupa Llimiana; està ben ventilada, i les malalties més comunes són cadarns i reumes. Té 8 cases petites i mal construïdes, en un carrer pla sense empedrar. Fa constar que el terme, que comparteix amb Sant Miquel de la Vall i Sant Cristòfol de la Vall, és comú amb el de la vila de Llimiana, però que a l'entorn dels tres pobles hi ha una porció de terreny -la Vall de Barcedana- que no pertany al comú de Llimiana. Com es pot veure en les paraules d'un dels geògrafs més importants del segle xix, els conceptes d'ajuntament i terme municipal no estaven, ni de bon tros, tan clarament diferenciats com actualment. Sant Martí de Barcedana consta amb 8 veïns (caps de família) i 47 ànimes (habitants) (s'hi fa constar que és sense comptar la població de les altres dues localitats). En un quadre dedicat al partit judicial de Tremp, el nombre de veïns de tot el terme de Sant Martí de Baradana és de 30 (caps de família), i el d'ànimes (habitants), 227.
Tot i estar situat en lloc més planer i ben comunicat, Sant Martí de Barcedana té, actualment i històrica, menys població que Sant Miquel de la Vall. El 1981 hi constaven 27 habitants, que són 30 el 2006.